# Coppa del Mondo di sci di fondo 1996
La Coppa del Mondo di sci di fondo 1996 fu la quindicesima edizione della manifestazione organizzata dalla Federazione Internazionale Sci; ebbe inizio a Vuokatti, in Finlandia, e si concluse a Oslo, in Norvegia.
La stagione maschile ebbe inizio il 26 novembre 1995 e si concluse il 17 marzo 1996. Furono disputate 16 gare individuali (7 di distanza a tecnica classica, 6 di distanza a tecnica libera, 2 a inseguimento, 1 - per la prima volta - sprint) e 6 a squadre (5 staffette, 1 - per la prima volta - sprint a squadre), in 14 diverse località. Il norvegese Bjørn Dæhlie si aggiudicò la coppa di cristallo, il trofeo assegnato al vincitore della classifica generale. Non vennero stilate classifiche di specialità; Dæhlie era il detentore uscente della Coppa generale.
La stagione femminile ebbe inizio il 25 novembre 1995 e si concluse il 17 marzo 1996. Furono disputate 16 gare individuali (5 di distanza a tecnica classica, 8 di distanza a tecnica libera, 2 a inseguimento, 1 - per la prima volta - sprint) e 5 a squadre (4 staffette, 1 - per la prima volta - sprint a squadre), in 14 diverse località. L'italiana Manuela Di Centa si aggiudicò la coppa di cristallo. Non vennero stilate classifiche di specialità; Elena Välbe era la detentrice uscente della Coppa generale.

## Uomini

### Risultati
| Data             | Località                | Nazione    | Spec.       | Primo                                                              | Secondo                                                              | Terzo                                                                   |
| ---------------- | ----------------------- | ---------- | ----------- | ------------------------------------------------------------------ | -------------------------------------------------------------------- | ----------------------------------------------------------------------- |
| 26 novembre 1995 | Vuokatti                | Finlandia  | 10 km TC    | Vladimir Smirnov                                                   | Bjørn Dæhlie                                                         | Sami Repo                                                               |
| 29 novembre 1995 | Gällivare               | Svezia     | 10 km TC    | Bjørn Dæhlie                                                       | Jari Isometsä                                                        | Silvio Fauner                                                           |
| 9 dicembre 1995  | Davos                   | Svizzera   | 30 km TC    | Bjørn Dæhlie                                                       | Vladimir Smirnov                                                     | Silvio Fauner                                                           |
| 10 dicembre 1995 | Davos                   | Svizzera   | 4x10 km     | Finlandia Karri Hietamäki Sami Repo Mika Myllylä Jari Isometsä     | Norvegia I Sture Sivertsen Erling Jevne Bjørn Dæhlie Thomas Alsgaard | Svezia I Morgan Göransson Niklas Jonsson Anders Bergström Torgny Mogren |
| 13 dicembre 1995 | Brusson                 | Italia     | 15 km TL    | Bjørn Dæhlie                                                       | Silvio Fauner                                                        | Vladimir Smirnov                                                        |
| 16 dicembre 1995 | Santa Caterina Valfurva | Italia     | 10 km TC    | Bjørn Dæhlie                                                       | Vladimir Smirnov                                                     | Mika Myllylä                                                            |
| 17 dicembre 1995 | Santa Caterina Valfurva | Italia     | 15 km TL PU | Bjørn Dæhlie                                                       | Jari Isometsä                                                        | Vladimir Smirnov                                                        |
| 9 gennaio 1996   | Štrbské Pleso           | Slovacchia | 50 km TL    | Vladimir Smirnov                                                   | Bjørn Dæhlie                                                         | Niklas Jonsson                                                          |
| 13 gennaio 1996  | Nové Město na Moravě    | Rep. Ceca  | 15 km TC    | Vladimir Smirnov                                                   | Jari Isometsä                                                        | Mika Myllylä                                                            |
| 14 gennaio 1996  | Nové Město na Moravě    | Rep. Ceca  | 4x10 km     | Finlandia I Sami Repo Mika Myllylä Harri Kirvesniemi Jari Isometsä | Norvegia I Thomas Alsgaard Vegard Ulvang Erling Jevne Bjørn Dæhlie   | Italia Fabio Maj Giorgio Vanzetta Fulvio Valbusa Gaudenzio Godioz       |
| 2 febbraio 1996  | Seefeld in Tirol        | Austria    | 10 km TL    | Bjørn Dæhlie                                                       | Fulvio Valbusa                                                       | Jari Isometsä                                                           |
| 3 febbraio 1996  | Seefeld in Tirol        | Austria    | TS TL       | Italia Fulvio Valbusa Silvio Fauner                                | Svezia I Niklas Jonsson Torgny Mogren                                | Finlandia Mika Myllylä Jari Isometsä                                    |
| 4 febbraio 1996  | Reit im Winkl           | Germania   | SP TL       | Tor-Arne Hetland                                                   | Peter Schlickenrieder                                                | Silvio Fauner                                                           |
| 10 febbraio 1996 | Kavgolovo               | Russia     | 30 km TC    | Aleksej Prokurorov                                                 | Vladimir Smirnov                                                     | Bjørn Dæhlie                                                            |
| 24 febbraio 1996 | Trondheim               | Norvegia   | 30 km TL    | Vladimir Smirnov                                                   | Bjørn Dæhlie                                                         | Aleksej Prokurorov                                                      |
| 25 febbraio 1996 | Trondheim               | Norvegia   | 4x10 km     | dati non disponibili                                               | dati non disponibili                                                 | dati non disponibili                                                    |
| 1º marzo 1996    | Lahti                   | Finlandia  | 4x10 km     | dati non disponibili                                               | dati non disponibili                                                 | dati non disponibili                                                    |
| 3 marzo 1996     | Lahti                   | Finlandia  | 30 km TL    | Jari Isometsä                                                      | Bjørn Dæhlie                                                         | Aleksej Prokurorov                                                      |
| 9 marzo 1996     | Falun                   | Svezia     | 10 km TL    | Vladimir Smirnov                                                   | Bjørn Dæhlie                                                         | Jari Isometsä                                                           |
| 10 marzo 1996    | Falun                   | Svezia     | 15 km TC PU | Vladimir Smirnov                                                   | Fulvio Valbusa                                                       | Jari Isometsä                                                           |
| 16 marzo 1996    | Oslo                    | Norvegia   | 50 km TC    | Erling Jevne                                                       | Krister Sørgård                                                      | Anders Bergström                                                        |
| 17 marzo 1996    | Oslo                    | Norvegia   | 4x10 km     | dati non disponibili                                               | dati non disponibili                                                 | dati non disponibili                                                    |

Legenda:

TC = tecnica classica

TL = tecnica libera

PU = inseguimento

SP = sprint

TS = sprint a squadre

### Classifiche

#### Generale
| Pos. | Nome               | Nazione    | Punti |
| ---- | ------------------ | ---------- | ----- |
| 1    | Bjørn Dæhlie       | Norvegia   | 1110  |
| 2    | Vladimir Smirnov   | Kazakistan | 1034  |
| 3    | Jari Isometsä      | Finlandia  | 617   |
| 4    | Aleksej Prokurorov | Russia     | 544   |
| 5    | Silvio Fauner      | Italia     | 508   |
| 6    | Fulvio Valbusa     | Italia     | 482   |
| 7    | Michail Botvinov   | Austria    | 401   |
| 8    | Thomas Alsgaard    | Norvegia   | 352   |
| 9    | Torgny Mogren      | Svezia     | 312   |
|      | Johann Mühlegg     | Germania   | 312   |

## Donne

### Risultati
| Data             | Località                   | Nazione    | Spec.       | Prima                                                                | Seconda                                                                          | Terza                                                                            |
| ---------------- | -------------------------- | ---------- | ----------- | -------------------------------------------------------------------- | -------------------------------------------------------------------------------- | -------------------------------------------------------------------------------- |
| 25 novembre 1995 | Vuokatti                   | Finlandia  | 5 km TC     | Ljubov' Egorova                                                      | Elena Välbe                                                                      | Marit Mikkelsplass                                                               |
| 29 novembre 1995 | Gällivare                  | Svezia     | 10 km TL    | Stefania Belmondo                                                    | Ljubov' Egorova                                                                  | Elena Välbe                                                                      |
| 9 dicembre 1995  | Davos                      | Svizzera   | 5 km TL     | Elena Välbe                                                          | Kateřina Neumannová                                                              | Manuela Di Centa                                                                 |
| 10 dicembre 1995 | Davos                      | Svizzera   | 10 km TC PU | Ljubov' Egorova                                                      | Elena Välbe                                                                      | Larisa Lazutina                                                                  |
| 13 dicembre 1995 | Brusson                    | Italia     | 10 km TL    | Elena Välbe                                                          | Ljubov' Egorova                                                                  | Nina Gavryljuk                                                                   |
| 16 dicembre 1995 | Santa Caterina Valfurva    | Italia     | 10 km TC    | Larisa Lazutina                                                      | Ljubov' Egorova                                                                  | Nina Gavryljuk                                                                   |
| 17 dicembre 1995 | Santa Caterina di Valfurva | Italia     | 4x5 km      | Russia I Larisa Lazutina Nina Gavryljuk Ljubov' Egorova Elena Välbe  | Italia I Cristina Paluselli Stefania Belmondo Gabriella Paruzzi Manuela Di Centa | Russia II Svetlana Nagejkina Julija Čepalova Natal'ja Baranova Ol'ga Zav'jalova  |
| 9 gennaio 1996   | Štrbské Pleso              | Slovacchia | 30 km TL    | Manuela Di Centa                                                     | Elena Välbe                                                                      | Stefania Belmondo                                                                |
| 13 gennaio 1996  | Nové Město na Moravě       | Rep. Ceca  | 10 km TC    | Elena Välbe                                                          | Manuela Di Centa                                                                 | Larisa Lazutina                                                                  |
| 14 gennaio 1996  | Nové Město na Moravě       | Rep. Ceca  | 4x5 km      | Russia Svetlana Nagejkina Larisa Lazutina Nina Gavryljuk Elena Välbe | Norvegia Anita Moen Bente Skari Marit Mikkelsplass Trude Dybendahl               | Italia I Cristina Paluselli Stefania Belmondo Gabriella Paruzzi Manuela Di Centa |
| 2 febbraio 1996  | Seefeld in Tirol           | Austria    | 5 km TL     | Manuela Di Centa                                                     | Stefania Belmondo                                                                | Elena Välbe                                                                      |
| 3 febbraio 1996  | Seefeld in Tirol           | Austria    | TS TL       | Italia Stefania Belmondo Manuela Di Centa                            | Norvegia Trude Dybendahl Anita Moen                                              | Russia I Elena Välbe Ol'ga Zav'jalova                                            |
| 4 febbraio 1996  | Reit im Winkl              | Germania   | SP TL       | Elena Välbe                                                          | Anita Moen                                                                       | Kateřina Neumannová                                                              |
| 11 febbraio 1996 | Kavgolovo                  | Russia     | 10 km TC    | Manuela Di Centa                                                     | Larisa Lazutina                                                                  | Marit Mikkelsplass                                                               |
| 24 febbraio 1996 | Trondheim                  | Norvegia   | 5 km TL     | Manuela Di Centa                                                     | Marit Mikkelsplass                                                               | Larisa Lazutina                                                                  |
| 25 febbraio 1996 | Trondheim                  | Norvegia   | 10 km TL PU | Manuela Di Centa                                                     | Elena Välbe                                                                      | Nina Gavryljuk                                                                   |
| 2 marzo 1996     | Lahti                      | Finlandia  | 10 km TL    | Manuela Di Centa                                                     | Stefania Belmondo                                                                | Nina Gavryljuk                                                                   |
| 9 marzo 1996     | Falun                      | Svezia     | 15 km TL    | Manuela Di Centa                                                     | Elena Välbe                                                                      | Nina Gavryljuk                                                                   |
| 10 marzo 1996    | Falun                      | Svezia     | 4x5 km      | dati non disponibili                                                 | dati non disponibili                                                             | dati non disponibili                                                             |
| 16 marzo 1996    | Oslo                       | Norvegia   | 30 km TC    | Nina Gavryljuk                                                       | Larisa Lazutina                                                                  | Marit Mikkelsplass                                                               |
| 17 marzo 1996    | Oslo                       | Norvegia   | 4x5 km      | dati non disponibili                                                 | dati non disponibili                                                             | dati non disponibili                                                             |

Legenda:

TC = tecnica classica

TL = tecnica libera

PU = inseguimento

SP = sprint

TS = sprint a squadre

### Classifiche

#### Generale
| Pos. | Nome                    | Nazione   | Punti |
| ---- | ----------------------- | --------- | ----- |
| 1    | Manuela Di Centa        | Italia    | 1004  |
| 2    | Elena Välbe             | Russia    | 945   |
| 3    | Larisa Lazutina         | Russia    | 732   |
| 4    | Nina Gavryljuk          | Russia    | 717   |
| 5    | Ljubov' Egorova         | Russia    | 690   |
| 6    | Stefania Belmondo       | Italia    | 675   |
| 7    | Marit Mikkelsplass      | Norvegia  | 579   |
| 8    | Kateřina Neumannová     | Rep. Ceca | 419   |
| 9    | Iryna Taranenko-Terelja | Ucraina   | 340   |
| 10   | Anita Moen              | Norvegia  | 330   |